# Brug 761
Brug 761 is een vaste brug in Amsterdam Nieuw-West.
Ze is gelegen in de Baden Powellweg, overspant de Slotervaart en voert naar de Plesmanlaan, gelegen aan zuidkant van de vaart.
De Baden Powellweg komt vanaf de noordelijk gelegen Ookmeerweg en loopt voor het grootste deel kaarsrecht. Bij de Pieter Calandlaan maakt zij een bocht. Na die bocht kruist zij loodrecht de Slotervaart. Die kromming was noodzakelijk omdat de Slotervaart westelijk van de brug al op de ontwerptekeningen van de wijk zuidwaarts afbuigt. Als de Baden Powellweg recht was gehouden was een veel grotere overspanning noodzakelijk. De brug dateert van ongeveer 1964, hoewel ze al op eerdere plattegronden stond aangegeven; het definitief uitgraven van de Slotervaart tot aan de Ringvaart van de Haarlemmermeer kwam rond 1964/1965 tot stand.
De brug heeft een betonnen overspanning die rust op de landhoofden en twee rijen van vier brugpijlers waarop betonnen jukken liggen. De brug kent een lichte welving. De zuidelijke landhoofden hebben de vorm van een omgekeerde trechter; dit was nodig om het verkeer naar en van de rotondekruising Plesmanlaan te kunnen geleiden. De leuningen kennen daarom hier een lichte kromming. Aan de noordkant maken de afwerkingen van de landhoofden een vrijwel rechte hoek; ook hier volgen de leuningen de randen van de landhoofden en maken dus ook een hoek van negentig graden. Wat de brug onderscheidt van andere bruggen is dat de leuningen groengrijs zijn uitgevoerd, terwijl veruit de meeste bruggen van de hand van de Dienst der Publieke Werken in blauw zijn uitgevoerd.
Ten noordwesten van de brug staat de karakteristieke flat Aeckerstijn van Willem Vermeer en Izaak van Herwaarden. Ten noordoosten van de brug ligt het Jan van Zutphenplantsoen. Op het noordoostelijke deel van het landhoofd staat het kunstwerk Blauwe boog.
<<< · 700 · 701 · 702 · 703 · 704 · 705 · 706 · 707 · 708 · 709 · 710 · 711 · 712 · 713 · 714 · 715 · 716 · 717 · 718 · 719 · 720 · 721 · 722 · 725 · 726 · 729 · 730-738 · 739 · 740 · 741 · 742 · 743 · 744 · 745 · 746 · 747 · 748 · 749 · 751 · 752 · 753 · 754 · 755 · 756 · 757 · 758 · 759 · 760 · 761 · 762 · 763 · 764 · 765 · 766 · 767 · 768 · 769 · 770 · 771 · 772 · 773 · 775 · 776 · 777 · 778 · 779 · 780 · 781 · 782 · 783 · 784 · 786 · 787 · 788 · 789 · 790 · 791 · 792 · 793 · 794 · 795 · 797 · >>>
Brugnummers  723, 724, 727, 728, 750, 774, 785, 796 (niet gerealiseerde brug over de Slotervaart), 798 en 799 zijn niet vergeven.